# Château de Wotersen
Le château de Wotersen (Schloß Wotersen) est un château classique du Schleswig-Holstein. Il a appartenu pendant trois cents ans à la famille Bernstorff qui joua un rôle de premier plan dans le gouvernement du Hanovre et du royaume du Danemark. Ses terres constituent l'une des exploitations agricoles les plus importantes du Schleswig-Holstein. Elles se trouvent dans la commune de Roseburg (arrondissement du duché de Lauenbourg).

## Histoire
Le village de Wotersen est mentionné pour la première fois en 1230. Ses terres appartiennent à la famille Daldorf, originaire du duché de Lauenbourg, en 1408. Il appartient à la famille von Falkenberg en 1672 et en 1717 à Andreas Gottlieb von Bernstorff (1649-1726). C'est un homme politique influent à la cour de Hanovre et aussi en Angleterre, sous Georges de Hanovre. Il acquiert aussi les domaines de Gartow et de Stintenbarg. Il fait reconstruire le château en 1720 par Johann Caspar Borchmann. Wotersen devient alors un fideicommis, c'est-à-dire une fondation entre héritiers. Le comte Ernst von Bernstorff, diplomate de la cour du Danemark, en hérite en 1737 et fait réaménager le château par Johann Paul Heumann. Les travaux durent jusqu'en 1765. Le château est modernisé au milieu du XIXe siècle par un de ses descendants qui transforme alors le jardin à la française en parc à l'anglaise.
Le château reste la propriété des Bernstorff jusqu'en 1996. C'est toujours une exploitation agricole d'importance. Le château, qui est habité, est ouvert au public pour des concerts pendant le festival de musique du Schleswig-Holstein, et pour des expositions ponctuelles.

## Source

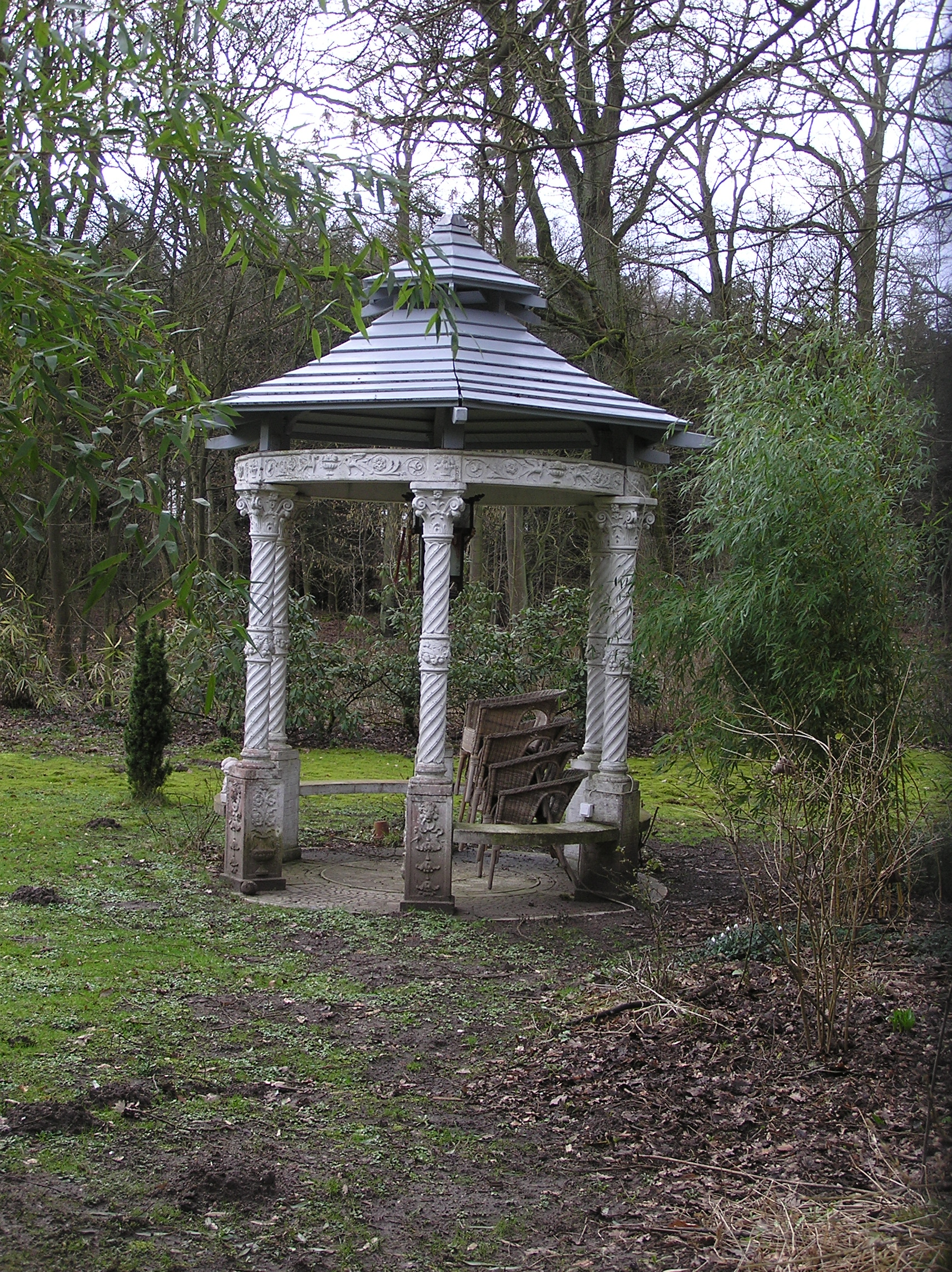
Vue du jardin vers la faisanderie

- (de) Cet article est partiellement ou en totalité issu de l’article de Wikipédia en allemand intitulé « Gut Wotersen » (voir la liste des auteurs).